# 黎明音樂特輯之我的感覺
《黎明音樂特輯之我的感覺》是電視廣播有限公司（無綫電視）拍攝及製作的音樂特輯，以黎明在台上、台下的真實一面為題材，音樂特輯於1991年12月15日在翡翠台頻道首次播出。

## 製作概念
《黎明音樂特輯之我的感覺》是黎明的首個個人音樂特輯。從1990年至1991年的一年間，黎明由新晉歌手發展為具知名度的歌手，引起各界的談論，有見及此，無綫電視以黎明在台上、台下的真實一面為題材，為黎明製作一個名為《我的感覺》的音樂特輯。音樂特輯分為四部份：第一部份由黎明講述自己在北京出生到移居香港的童年生活、到英國留學的情況及從英國回到香港後的經歷；第二部份由黎明講述自己參加藝員訓練班、演出電視劇集及成為歌手的過程，以及由黎小田講述黎明參加《第五屆新秀歌唱大賽》的表現；第三部份是黎明與圈中好友吳啟明、歐陽震華、林俊賢以交談方式講述演藝工作的點滴經歷，以及與前輩歌手梅艷芳合唱一曲〈夕陽之歌〉；第四部份是許冠文與黎明一起談論成功的秘訣。

## 演繹歌曲
以下是《黎明音樂特輯之我的感覺》中曾經演唱或以音樂短片形式播放的歌曲：
- 〈今夜妳會不會來〉（劉小慧參與演出）
- 〈如果這是情〉（林穎嫺參與演出）
- 〈Oh!夜〉（袁詠儀參與演出）
- 〈絕對空虛〉
- 〈人在黎明〉
- 〈朋友好久不見〉
- 〈夕陽之歌〉（與梅艷芳合唱）
- 〈我的感覺〉（劉嘉玲參與演出）
- 〈兩心知〉

## 評論摘要
有報章的專欄評論認為，當時的觀眾對黎明成長過程及入行經過所知不多，此音樂特輯為黎明過往的經歷作出了一個整理性的總結，並邀請眾多的藝人講述他們對黎明的感覺，使觀眾對黎明有較完全的了解和認識，有助黎明建立良好的形象；也有評論認為由多名女藝人參與演出的音樂短片，使音樂特輯生色不少；黎明認為此音樂特輯的內容豐富及實際，多名好友一起於特輯中亮相，使他感覺友誼珍貴。